# 塞栓

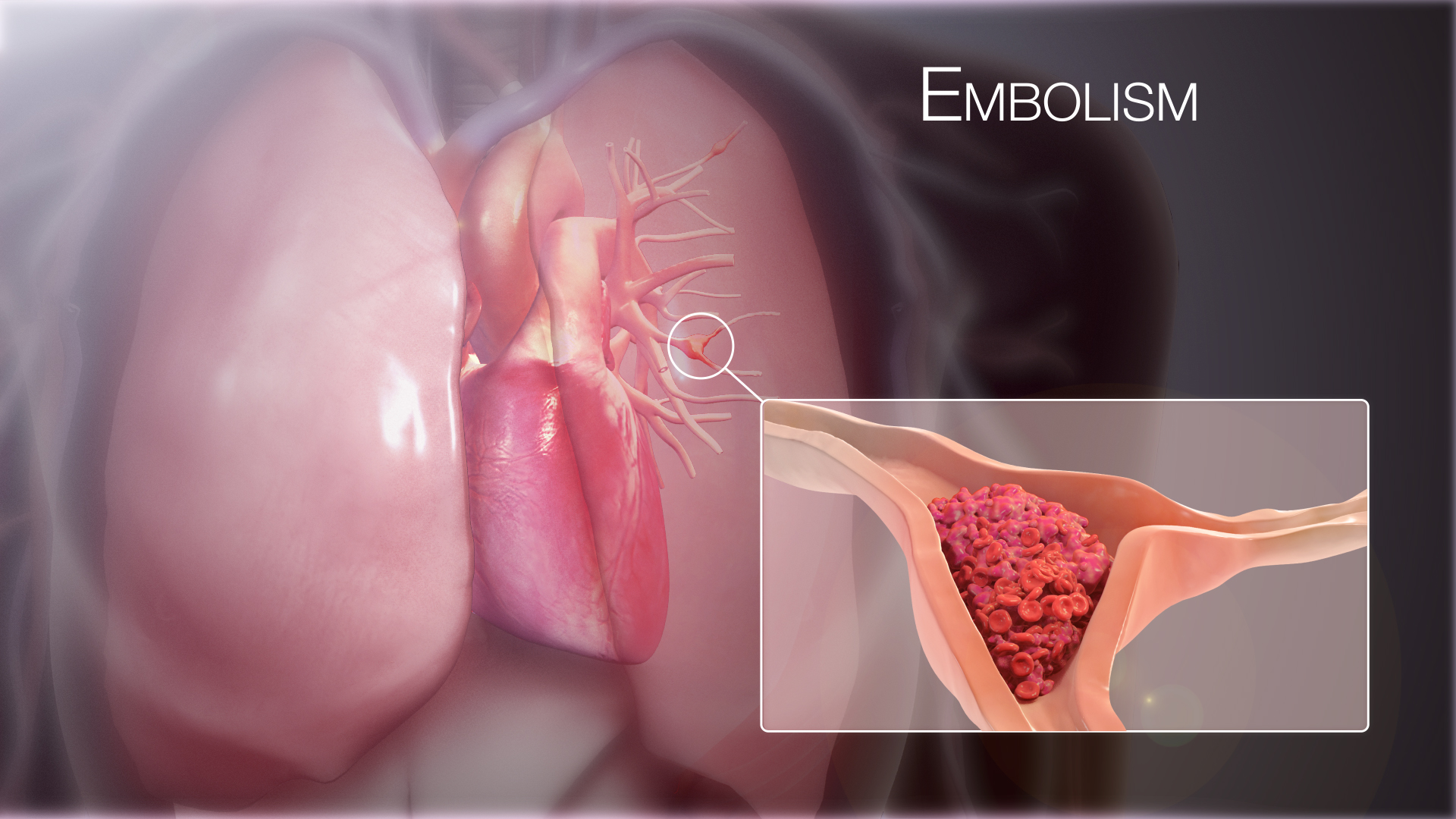
塞栓

塞栓（そくせん、英: embolism、羅: embolus）は、栓子（血塊などの塊,単数形 embolus 複数形 emboli）が血液中に遊離し、塊によって血管が塞がれ、血流が遮断されてしまうこと。塞栓症ともいう。塞栓を生じる部位・器官で循環障害を起こし多彩な症状を生じ、発症部位により様々な呼称が与えられている。

## 塞栓の種類
血栓性塞栓症
血栓の一部もしくは全部が剥離して遠隔部に運ばれ、その部位に塞栓を起こす。塞栓症の中で最も多い。一般には塞栓症と呼ばれる。静脈・右心房・右心室に生じた血栓は肺血栓塞栓症の原因となる。左心房・左心室・動脈に生じた血栓は末梢動脈を塞栓し、次に述べるアテローム塞栓症に類似した症状を引き起こす。心房細動によるもの、下肢のエコノミークラス症候群、抗リン脂質抗体症候群などが原因となる。
アテローム塞栓症
動脈硬化病巣の破片（アテロームなど）が原因となる。大動脈、頸動脈、脳動脈でしばしばみられる。例えば、腎アテローム塞栓症による腎機能低下。
腫瘍塞栓症
微少がん細胞が血管内へ侵入し、血管破壊をして、多くは静脈系で塞栓を形成する。悪性腫瘍患者の呼吸不全原因のひとつ。
脂肪塞栓症
多くは骨折などの外傷に伴い、骨髄の脂肪組織が血管内に流入して起こる。大腿骨や脛骨などの長管骨骨折の90%で起こる。
空気塞栓症（気体塞栓症、ガス塞栓症）
空気の血管内圧入もしくは血中窒素ガスの血管内分離によって起こる。潜水病が代表。静脈性は輸血中の空気誤入や人工透析、血管造影などで起こる。動脈性は胸部手術、気胸、肺の刺創で肺静脈枝から空気が入る場合に起こる。
羊水塞栓症
帝王切開術中、子宮内胎児死亡、稽留流産、常位胎盤早期剥離、前期破水などが基礎疾患となり、胎児の皮脂等の胎児成分や胎便成分が母体内血中に流入し、肺の微小血管に詰まることにより発症する説と、羊水中の化学活性物質を原因とする説がある。非凝固性の性器出血が特徴で、帝王切開におけるリスク増大の調査結果も報告されている。
細菌・真菌塞栓症
病巣から細菌塊・真菌塊が流入して塞栓症を起こす。
寄生虫（卵）塞栓症
寄生虫や寄生虫が宿主体内で産出した卵より血管に塞栓が起こる。寄生虫卵による塞栓においては、住血吸虫は静脈に住み、腸或いは膀胱で産卵、卵は小血管中粘膜に定着し栓塞の状態となる。さらに静脈に流され肝内に栓塞を生じる。マンソン住血吸虫の卵は肺に、日本住血吸虫の卵は脳に塞栓症を起こす。異形吸虫の卵は腸粘膜から静脈に流れ、心臓、脳、脊髄に重篤な塞栓症を起こす。
門脈塞栓症
門脈に生じる塞栓で、胃癌、肝細胞癌、膵癌、などでしばしば見られる。ごく稀に急性膵炎、敗血症、外傷など良性疾患でも合併することがある

## 原因
- 生体内：血栓物質、脂肪、腫瘍、羊水、菌塊など
- 生体外：空気、窒素など

## 基礎疾患
- 糖尿病
- 鎌状赤血球症、血栓傾向
- 外傷、骨折、分娩、敗血症、腫瘍など

## 臨床像
一般には血流が遮断されることで、虚血性の臓器機能低下（臓器不全）の病態を生じ、最悪には壊死に至る。